# Neosaimiri
 Neosaimiri  ist eine fossil überlieferte Gattung der Primaten aus der Familie der Kapuzinerartigen, die im mittleren Miozän in Südamerika vorkam. In Kolumbien entdeckte Knochenfunde, die zu dieser Gattung gestellt werden, wurden in die Zeit vor rund 13 Millionen Jahren datiert. Einzige bislang beschriebene Art der Gattung ist Neosaimiri fieldsi, ein vermutlich naher Verwandter der heute lebenden Gattung Saimiri („Totenkopfaffen“). Die Ähnlichkeit der Merkmale von Neosaimiri fieldsi und der rezenten Totenkopfaffen ist so groß, dass einige Forscher vorgeschlagen haben, die Art der Fossilien als Saimiri fieldsi zu bezeichnen.

## Erstbeschreibung
Holotypus der Gattung und zugleich der Typusart Neosaimiri fieldsi ist das Fragment des Vorderteils eines linken Unterkiefers (Sammlungsnummer: UCMP 39205) mit fünf erhaltenen Zähnen, die von einem jugendlichen Individuum stammen. Das 1949 entdeckte Fossil wurde von Ruben Arthur Stirton 1951 erstmals wissenschaftlich beschrieben und der von ihm neu eingeführten Gattung Neosaimiri fieldsi zugeordnet. Dieses Fragment ist bislang der einzige von Neosaimiri bekannte Unterkiefer. Aufgrund der großen morphologischen Gemeinsamkeiten mit den Merkmalen der rezenten Gattung Saimiri wurde Neosaimiri von Stirton als direkter Vorfahre von Saimiri – mit größter Nähe zu Saimiri sciureus – interpretiert.

## Weitere Funde
1986 wurde das Fragment eines Oberarmknochens aus der gleichen Fundschicht wie der Holotypus entdeckt und 1990 aufgrund der großen Ähnlichkeit mit Saimiri sciureus zu Neosaimiri gestellt, ferner wurde 1990 ein Sprungbein beschrieben. 1991 argumentierte dann aber der US-amerikanische Primatologe Alfred L. Rosenberger im International Journal of Primatology, die von Stirton postulierte Gattung sei zwar wiederholt in Publikationen als gegeben hingenommen, jedoch noch nie unabhängig in Bezug auf ihre Abgrenzung gegen die Merkmale der Gattung  Saimiri analysiert worden. Rosenberger führte das darauf zurück, dass aufgrund des hohen Alters der Fossilien gewohnheitsmäßig unterstellt worden sei, es müsse Unterscheidungsmerkmale zwischen beiden Gattungen geben. Nachdem Rosenberger diverse Unterkiefer rezenter Totenkopfaffen mit dem Holotypus von Neosaimiri verglichen hatte, kam er zu dem Ergebnis, dass sich weder der Bau der Zähne, insbesondere der Prämolaren und der Molaren und ihrer Randleisten (Cingulum), noch ihre Verankerung im Unterkiefer von den Gegebenheiten bei Saimiri unterscheiden lasse. Daraus folgerte er, „dass das verfügbare fossile Material [der Holotypus] keine stichhaltige Grundlage dafür bietet, Neosaimiri als gesonderte Gattung beizubehalten.“ (S. 299) Der Zähne des von Stirton 1950 beschriebenen Unterkiefers UCMP 39205 waren 1991 noch die einzigen bekannten Zähne von Neosaimiri.
Drei Jahre danach änderte sich dies jedoch, denn bereits 1989 und 1990 waren von einem kolumbianisch-japanischen Team in der Fundstelle La Venta mehr als 200 zusätzliche Fossilien geborgen worden, die 1994 Neosaimiri fieldsi zugeschrieben wurden. Zu diesen Funden gehörten einzelne Zähne aus Unterkiefern, erstmals auch aus Oberkiefern und Milchzähne sowie das bezahnte Fragment eines rechten Unterkiefers, der zunächst der Art Laventiana annectens zugeschrieben worden war. Erneut wurde die große Ähnlichkeit der fossilen und der rezenten Zahngestalt hervorgehoben, jedoch wurden erneut auch Merkmale beschrieben, die Neosaimiri von Saimir unterscheidbar machen; zum Beispiel bei der fossilen Gattung kleinere Schneidezähne in Relation zu den Molaren und ein erheblicher Größenunterschied zwischen den Molaren 1/2 und 3. Ferner wurden Hinweise auf einen Sexualdimorphismus bei Neosaimiri gefunden, und als wesentliche evolutive Veränderung zwischen der fossilen und der rezenten Gattung wurde die Tendenz zu einer Verkleinerung der Molaren 1 und 2 und eine Vergrößerung der Schneidezähne im Verlauf der Evolution beschrieben.
Erst 1997 wurden auch 17 der 1989 und 1990 entdeckten Knochen aus dem Bereich unterhalb des Schädels wissenschaftlich beschrieben, so dass nun insgesamt 20 solcher Fossilien von Neosaimiri wissenschaftlich beschrieben waren; zu den beiden zuvor bekannten Knochen hatte D. Jeffrey Meldrum 1997 noch ein Schienbein gestellt. Auch diese Knochenfunde wurden als den Knochen von Saimiri sehr ähnlich beschrieben, und aufgrund der Merkmale der Gelenke wurde geschlossen, dass Neosaimiri – wie Saimiri – vierfüßig auf den Ästen von Bäumen lebte und häufig größere Entfernungen im Sprung zurücklegte. 2011 gewann ein US-amerikanischer Evolutionsbiologe aus dem Bau der Zähne Hinweise auf die Nahrung von Neosaimiri: Demnach waren die Individuen dieser Gattung überwiegend Fruchtfresser, die gelegentlich aber auch Blätter und Insekten fraßen.
Auch als 2016 in der Fachzeitschrift Nature die Gattung Panamacebus erstmals beschrieben wurde, grenzten die Autoren sie von Neosaimiri ab und bestätigten so zugleich deren Status als eigenständige Gattung.
2020 wurden fossile Zähne aus einer zweiten Fundstätte, der Fundstelle TAR-31 in der nordperuanischen Region San Martín, der Gattung Neosaimiri – als „N. cf. fieldsi“ – zugeordnet. Die Fundbeschreibung enthielt den Hinweis, dass die Zähne zwar Merkmale von Neosaimiri fieldsi aufweisen, jedoch auch abweichende Merkmale besitzen, so dass die endgültige Festlegung der Art von weiteren Funden abhänge.

## Belege
1. ↑  Eintrag Neosaimiri fieldsi Stirton 1951 auf paleobiodb.org, zuletzt abgerufen am 23. Februar 2022.
2. ↑  Ruben Arthur Stirton: Ceboid monkeys from the Miocene of Colombia. In: University of California Publications in Geological Sciences. Band 28, Nr. 11, 1951, S. 315–356.
3. ↑  D. Jeffrey Meldrum, John G. Fleagle und Richard F. Kay: Partial humeri of two Miocene Colombian primates. In: American Journal of Physical Anthropology. Band 81, Nr. 3, 1990, S. 413–422, doi:10.1002/ajpa.1330810310, Volltext
4. ↑  Daniel L. Gebo et al.: New platyrrhinetali from La Venta, Columbia. In: Journal of Human Evolution. Band 19, 1990, S. 737–746, doi:10.1016/0047-2484(90)90005-V
5. ↑  Alfred L. Rosenberger et al.: Dental variability in Saimiri and the taxonomic status of Neosaimiri fieldsi, an early squirrel monkey from La Venta, Colombia. In: International Journal of Primatology. Band 12, Nr. 3, 1991, S. 291–301, doi:10.1007/BF02547590, Volltext
6. ↑  Masanaru Takai: New specimens of Neosaimiri fieldsi from La Venta, Colombia: a middle Miocene ancestor of the living squirrel monkeys. In: Journal of Human Evolution. Band 27, Nr. 4, 1994, S. 329–360, doi:10.1006/jhev.1994.1049
7. ↑  Masato Nakatsukasa et al.: Functional Morphology of the Postcranium and Locomotor Behavior of Neosaimiri fieldsi, a Saimiri-like Middle Miocene Platyrrhine. In: American Journal of Physical Anthropology. Band 102, Nr. 4, 1997, S. 515–544, doi:10.1002/(SICI)1096-8644(199704)102:4<515::AID-AJPA7>3.0.CO;2-Q
8. ↑  Siobhán B. Cooke: Paleodiet of Extinct Platyrrhines with Emphasis on the Caribbean Forms: Three-Dimensional Geometric Morphometrics of Mandibular Second Molars. In: The Anatomical Record. Band 294, Nr. 12, 2011, S. 2073–2091, doi:10.1002/ar.21502, Volltext
9. ↑  Detailed comparisons of Panamacebus lower teeth to those of Cebus. Auf: nature.com vom 20. April 2016
10. ↑  Laurent Marivaux et al.: New record of Neosaimiri (Cebidae, Platyrrhini) from the late Middle Miocene of Peruvian Amazonia. In: Journal of Human Evolution. Band 146, 2020, 102835, doi:10.1016/j.jhevol.2020.102835.